# Kraichgau

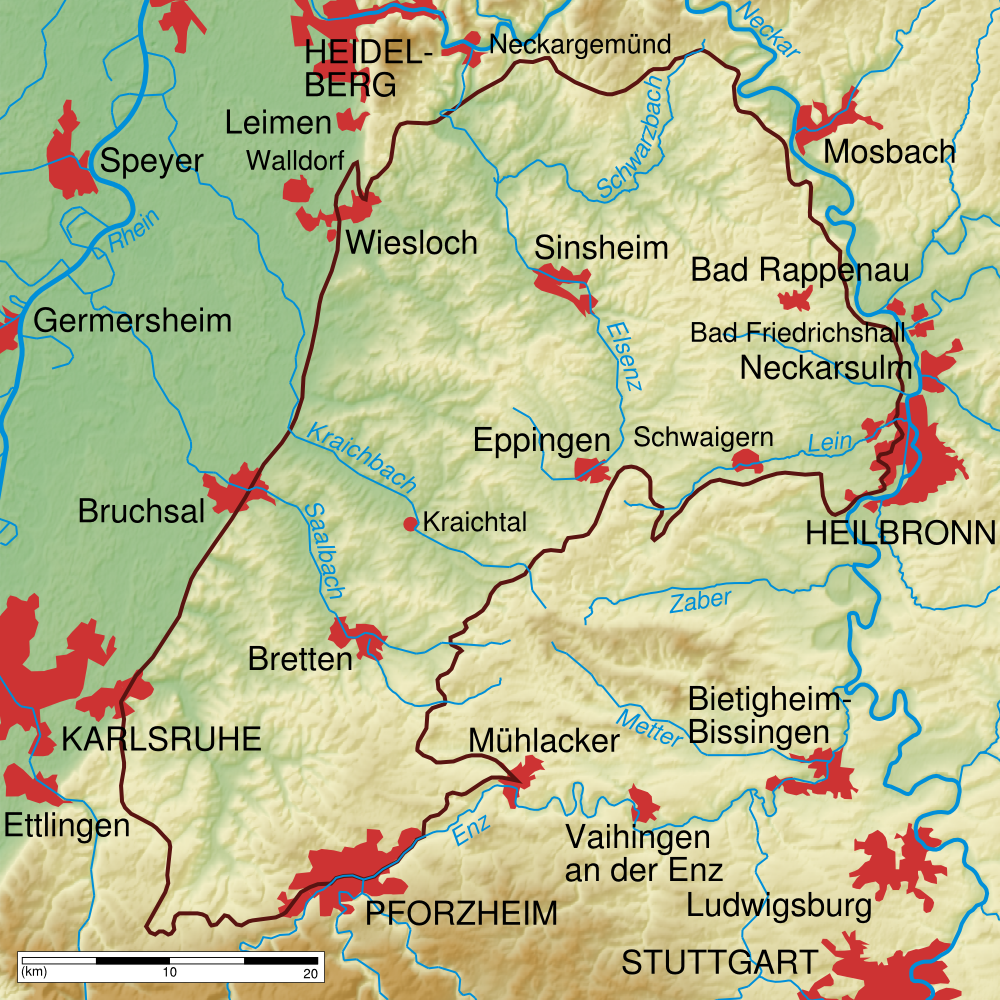
Carte du Kraichgau.

Le Kraichgau est une région de collines du Bade-Wurtemberg, à l'ouest de l'Allemagne.
Kraich vient du celtique Creuch qui signifie « limon ». Gau signifie en allemand pays, subdivision administrative de l'Empire carolingien. Mentionné en 769 dans le Codex de Lorsch, il désignait alors le seul bassin du Kraichbach. Le nom a été étendu durant la construction du pays de Bade aux pays voisins, au sud-est le Pinzgau (à l'ouest de l'actuel Karlsruhe), au nord-ouest l'Elsenzgau (autour de Sinsheim), à l'est le Gartachgau (à l'ouest de Heilbronn) et le sud du Lobdengau qui s'étend au nord de Heidelberg.
Le Kraichgau est limité au nord par l'Odenwald et le Neckar, au sud par la Forêt-Noire, et à l'ouest par les plaines du Rhin supérieur et la ville de Bruchsal. À l'est, ses limites sont le Stromberg (en) et le Heuchelberg.
Les principales villes du Kraichgau sont Sinsheim, Eppingen et Bretten.